# Chuột kangaroo Musky
Chuột kangaroo Musky, tên khoa học Hypsiprymnodon moschatus, là một loài thú có túi chỉ có ở các rừng nhiệt đới Đông Bắc Úc, thuộc họ Hypsiprymnodontidae, bộ Hai răng cửa. Loài này được Ramsay mô tả năm 1876. Mặc dù vậy, một số nhà khoa học đặt loài này như là một phân họ Hypsiprymnodontinae của họ Potoroidae, trong lần phân loại gần đây nhất.

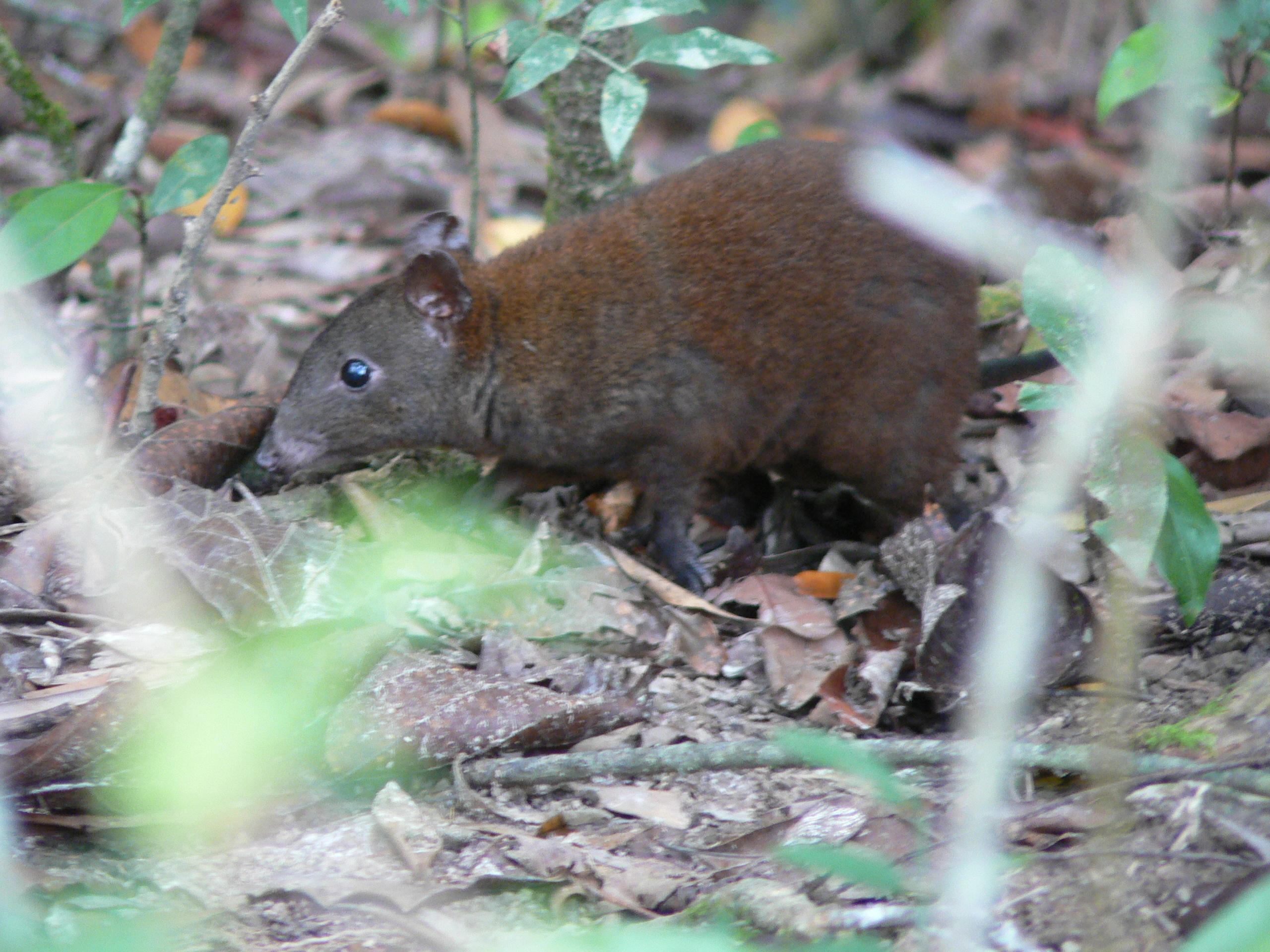
Musky rat-kangaroo

Nó loài thú hai răng trước nhỏ nhất có bốn chân và chỉ sống ban ngày. Chuột kangaroo Musky dài khoảng 23 cm, nó có một cái đuôi không có lông, và ăn trái cây và các loại hạt lớn, cũng như cá loài không xương sống nhỏ.
Nó di chuyển bằng cách kéo dài cơ thể của nó và sau đó đưa cả hai chân sau của nó về phía trước, và sử dụng một mấu đối diện ở chân sau để leo lên cây.

## Hình ảnh

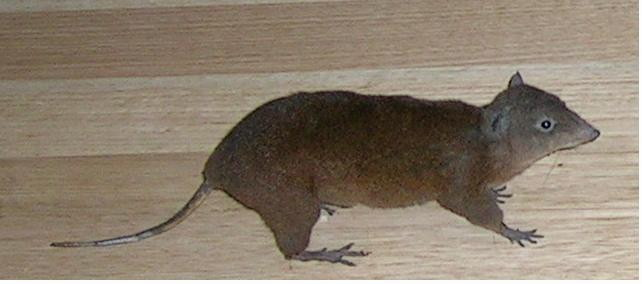
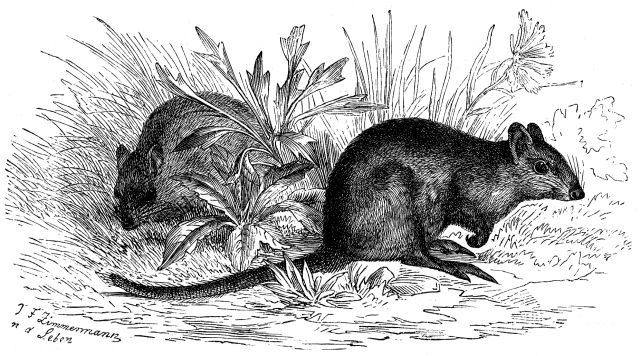